# Mistrzostwa Europy U-17 w Piłce Nożnej 2024 (eliminacje)/Runda Kwalifikacyjna Grupa 1
W Grupie 1 eliminacji do Mistrzostw Europy U-17 2024 brały udział następujące zespoły:
- Austria U-17
- Dania U-17
- Gruzja U-17
- Litwa U-17

## Stadiony
Na podstawie:
| Tskaltubo         | Mapa miast-gospodarzy | Kutaisi                      |
| ----------------- | --------------------- | ---------------------------- |
| Tskaltubo Stadium | TskaltuboKutaisi      | Stadion im. Ramaza Szengelii |
| Pojemność: 2 000  | TskaltuboKutaisi      | Pojemność: 12 000            |
|                   | TskaltuboKutaisi      |                              |

## Tabela
| Reprezentacja | M | W | R | P | Br+ | Br- | +/- | Pkt. |
| ------------- | - | - | - | - | --- | --- | --- | ---- |
| Austria U-17  | 3 | 2 | 1 | 0 | 5   | 3   | +2  | 7    |
| Gruzja U-17   | 3 | 1 | 1 | 1 | 4   | 4   | 0   | 4    |
| Dania U-17    | 3 | 1 | 1 | 1 | 7   | 5   | +2  | 4    |
| Litwa U-17    | 3 | 0 | 1 | 2 | 2   | 6   | -4  | 1    |

## Wyniki
| 11 października 2023 13:00 CET | Dania U-17 · Moalem 17' · Obi 17' · Hyseni 31' · Abildgaard 90+4' (k) | 4:1(3:1)Raport | Litwa U-17 · 13' (k) Garbaliaukas | Tskaltubo Stadium, Tskaltubo Sędzia: Erkan Özdamar |
|                                |                                                                       |                |                                   |                                                    |

| 11 października 2023 15:00 CET | Gruzja U-17 · Gvasalia 59' | 1:2(0:1)Raport | Austria U-17 · 14', 87' Adejenughure | Stadion im. Ramaza Szengelii, Kutaisi Sędzia: Patrik Kolarić |
|                                |                            |                |                                      |                                                              |

| 14 października 2023 13:00 CET | Austria U-17 · Riegel 90+1' | 1:0(0:0)Raport | Litwa U-17 | Tskaltubo Stadium, Tskaltubo Sędzia: Patrik Kolarić |
|                                |                             |                |            |                                                     |

| 14 października 2023 15:00 CET | Dania U-17 · Tornvig 55' | 1:2(0:2)Raport | Gruzja U-17 · 35' (sam.) Gustafsen · 45+2' Elisashvili | Stadion im. Ramaza Szengelii, Kutaisi Sędzia: Jamie Robinson |
|                                |                          |                |                                                        |                                                              |

| 17 października 2023 15:00 CET | Austria U-17 · Moizi 61' · Mušić 75' | 2:2(0:2)Raport | Dania U-17 · 6' Tornvig · 45' Obi-Martin | Tskaltubo Stadium, Tskaltubo Sędzia: Erkan Özdamar |
|                                |                                      |                |                                          |                                                    |

| 17 października 2023 15:00 CET | Litwa U-17 · Zdanovič 85' | 1:1(0:1)Raport | Gruzja U-17 · 5' Danelia | Stadion im. Ramaza Szengelii, Kutaisi Sędzia: Jamie Robinson |
|                                |                           |                |                          |                                                              |

## Strzelcy

### 2 gole
- Oghenetejiri Adejenughure
- Chidozie Obi-Martin
- Nicolaj Tornvig

### 1 gol
- Philipp Moizi
- Ensar Mušić
- Lasse Abildgaard
- Olti Hyseni
- Jonathan Moalem
- Adrian Riegel
- Reziko Danelia
- Nikoloz Elisashvili
- Giorgi Gvasalia
- Nedas Garbaliaukas
- Ernestas Zdanovič

### Gole samobójcze
- Victor Gustafsen (dla  Gruzji)